# HEAG BKK
Die HEAG BKK war eine geschlossene Betriebskrankenkasse mit Sitz in Darmstadt. Ein Beitritt war für Mitarbeiter des HEAG-Konzerns und deren Familienangehörigen möglich.
Am 1. Januar 2016 fusionierte die HEAG BKK mit der BKK Linde.

## Beitragssätze
Seit 1. Januar 2009 wurden die Beitragssätze vom Gesetzgeber einheitlich vorgegeben. Die BKK erhob seit dem 1. Januar 2015 einen einkommensabhängigen Zusatzbeitrag in Höhe von 1,2 Prozent des beitragspflichtigen Einkommens.

## Geschichte
Am 1. Dezember 1912 wurde die HEAG BKK aus der damaligen Hessischen Eisenbahn-Aktien-Gesellschaft gegründet. Am Gründungstag traten 230 Mitglieder aus dem Personal der Dampfbahn, der elektrischen Straßenbahn und der Elektrizitätswerke bei.